# Mađare (Kosovska Mitrovica)
Pour les articles homonymes, voir Mađare.
Magjerë en albanais et Mađare en serbe latin (en serbe cyrillique : Мађаре) est une localité du Kosovo située dans la commune/municipalité de Mitrovicë/Kosovska Mitrovica et dans le district de Mitrovicë/Kosovska Mitrovica. Selon le recensement kosovar de 2011, elle compte 55 habitants, tous albanais.
Le village est également connu sous le nom albanais de Maxherë.

## Démographie

### Évolution historique de la population dans la localité
| 1948 | 1953 | 1961 | 1971 | 1981 | 1991 | 2011 |
| ---- | ---- | ---- | ---- | ---- | ---- | ---- |
| 289  | 318  | 336  | 363  | 287  | 339  | 55   |

|  |